# Engel Beltré
Engel Manuel Beltré (né le 1er novembre 1989 à Saint-Domingue, République dominicaine) est un ancien voltigeur des Ligues majeures de baseball.

## Carrière
Engel Beltré signe son premier contrat professionnel en 2006 avec les Red Sox de Boston. Le 31 juillet 2007, les Red Sox concluent une transaction pour obtenir le lanceur de relève Éric Gagné des Rangers du Texas et transfèrent à ceux-ci Beltré, le lanceur gaucher Kason Gabbard et autre voltigeur évoluant lui aussi en ligues mineures, David Murphy. 
Au printemps 2013, Beltré participe à la Classique mondiale de baseball. Bien qu'il soit originaire de République dominicaine, l'équipe qui remporte cette édition du tournoi, Beltré choisit de s'aligner avec l'équipe de baseball d'Espagne, le pays où son père a vu le jour.
Engel Beltré fait ses débuts dans le baseball majeur avec les Rangers du Texas le 26 juin 2013. À son second match le 27 juin, il réussit contre le lanceur Phil Hughes des Yankees de New York le premier coup sûr de sa carrière. Il en frappe 10 pour une moyenne au bâton de ,250 en 22 matchs des Rangers en 2013. 
Limité à 14 matchs de ligues mineures en 2014 après une fracture du tibia droit, Beltré devient agent libre et rejoint en janvier 2015 les White Sox de Chicago.